# Luigi Valotti

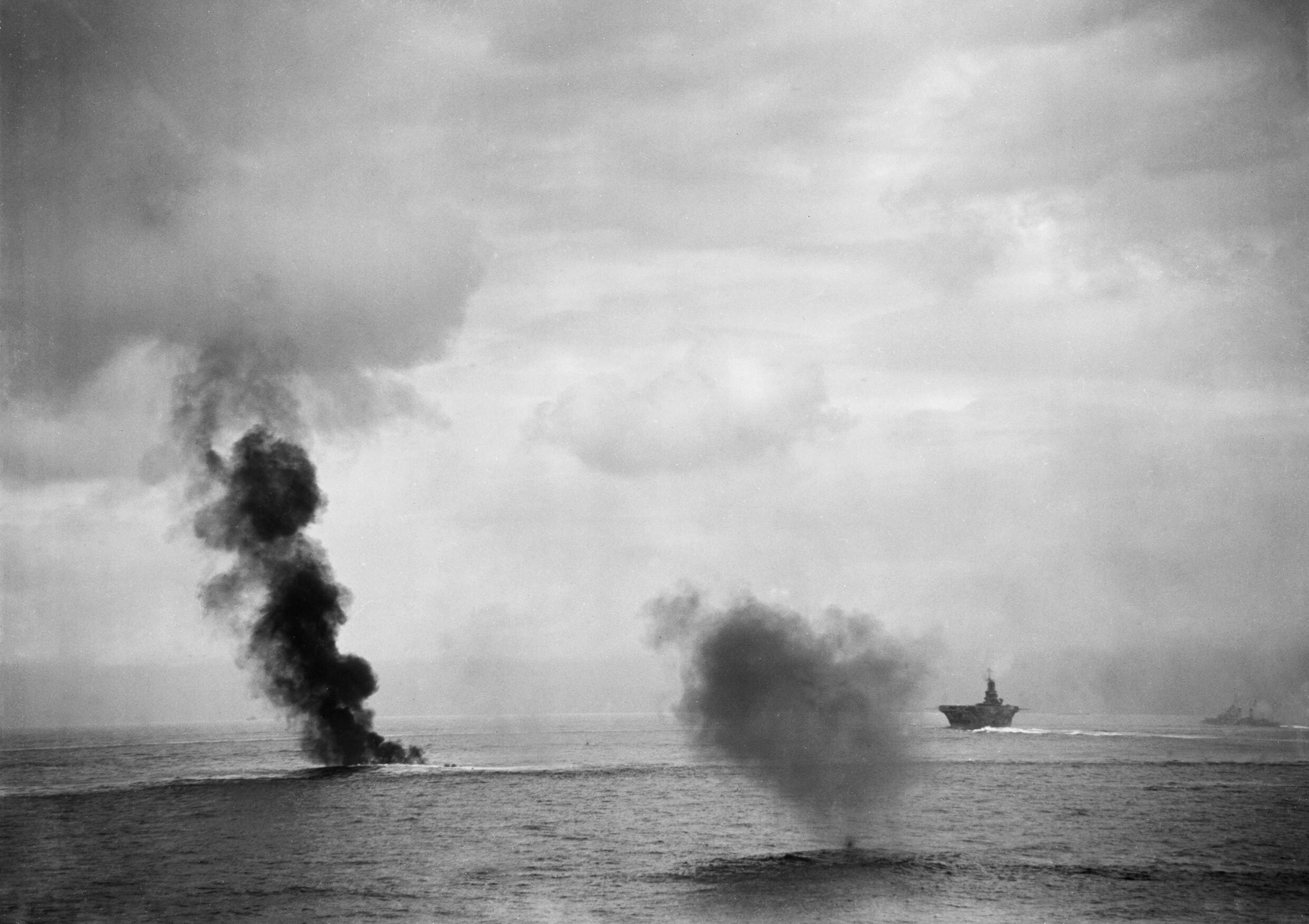
Scontro aeronavale nel mediterraneo

Luigi Valotti (Brescia, 15 aprile 1920 – La Galite, 27 settembre 1941) è stato un aviatore italiano.

## Biografia
Nacque a Brescia nel 1920, figlio di Cesare, e si arruolò nella Regia Aeronautica dopo l'entrata in guerra del Regno d'Italia, e in un anno di esami teorici e prove pratiche ottiene il brevetto di pilota militare. Egli aveva avuto un addestramento di ventisei ore sul Breda Ba.25, ventotto sul IMAM Ro.41 e di ventidue con il Fiat C.R.30 e Fiat C.R.32 come tutti i piloti da caccia dell'epoca. 
Il primo addestramento al volo lo ebbe con gli istruttori: Criscione, Viotto, Pozzi e Buffoli. 
Finita la sua prima licenza, partì per la Scuola Caccia di Gorizia, dove viene formato da istruttori famosi quali: Rizzani, Morselli e dal maresciallo Raffaele Chianese. Dopo alcuni voli a bordo di velivoli Fiat C.R.42 e Fiat G.50 lo ritennero abile al combattimento, anche acrobatico; e fu quindi assegnato al 24º Gruppo Autonomo Caccia Terrestre dislocato nell'aeroporto militare di Monserrato in Sardegna.

## Missione del 27 settembre 1941
Il ventunenne sergente pilota, il cui reparto apparteneva alla 354ª Squadriglia del 24º Gruppo caccia, equipaggiata con i Fiat C.R.42 Falco, cadde con il suo aereo (matricola MM7195) a 30 miglia dall'isoletta de La Galite, non lontano dalla costa tunisina, nell'omonima battaglia aeronavale, avvenuta il 27 settembre 1941, durante l'attacco al convoglio dell'operazione Halberd. 
Quest'attacco aereo iniziò alle 13.00 e durò per circa 60 minuti, e vi parteciparono 28 aerosiluranti e 20 caccia biplani Fiat C.R.42, di cui uno era pilotato da Valotti.
Durante una sortita dei 14 Savoia-Marchetti S.79 Sparviero del 130º Gruppo Autonomo Aerosiluranti e di 11 Savoia-Marchetti S.M.84 del 36º Stormo; ignorato dalla caccia avversaria che impegnava quest'ultimi, il sergente Vallotti cercò con evoluzioni di alta acrobazia aerea di distrarre l'artiglieria antiaerea inglese; evoluzioni acrobatiche che durarono per circa 6 minuti.
Ciò consentì l'avvicinamento degli aerosiluranti italiani, essendosi egli posto, da solo, nel lato opposto dell'attacco allo schieramento nemico. Non sparò alcun colpo prima di inabissarsi alle ore 13.59 del 27 settembre 1941.
Il rapporto firmato dal Generale di Divisione Corrado Santoro parla dell'episodio.
(Gen. Corrado Santoro)
Riconoscendogli l'atto di eroismo ancora continua:
(Gen. Corrado Santoro)
Dell'episodio parla anche il marinaio George Gilroy del cacciatorpediniere HMS Lightning della Royal Navy. 
(George Gilroy)
La sua azione è stata citata nel rapporto ufficiale stilato agli ammiragli Andrew Cunningham (comandante in capo della Mediterranean Fleet) e James Somerville (comandante della Force H); l'episodio viene riportata da Antonino Trizzino nel libro Navi e poltrone.
Per l'azione di quel giorno vennero assegnate le Medaglie d'oro al valor militare al colonnello Riccardo Helmut Seidl ai capitani Bartolomeo Tomasino, Alfonso Rotolo e Giusellino Verna che perirono in combattimento insieme al sergente Luigi Valotti, decorato di Medaglia di bronzo al valor militare alla memoria.